# Тренч, Ричард Ле Пауэр, 2-й граф Кланкарти
Ричард Ле Пауэр Тренч, 2-й граф Кланкарти, 1-й маркиз Хойсден (англ. Richard Le Poer Trench, 2nd Earl of Clancarty, 1st Marquess of Heusden; 19 мая 1767 — 24 ноября 1837) — англо-ирландский пэр, дворянин и дипломат. Он был известен как Достопочтенный Ричард Ле Пауэр Тренч с 1797 по 1803 год и виконт Данло с 1803 по 1805 год.

## Происхождение и образование
Родился 19 мая 1767 года. Третий сын Уильяма Тренча, 1-го графа Кланкарти 1741—1805), и Энн Гардинер (1746—1829), дочери политика Чарльза Гардинера и Флоринды (урожденной Норман) Гардинер. Он получил образование в школе Кимболтон и колледже Святого Иоанна в Кембридже.

## Политическая карьера
Ричард Тренч заседал в Ирландской палате общин от Ньютауна-Лимавади (1796—1798) и графства Голуэй (1798—1800) и в Палате общин Великобритании от графства Голуэй (1801—1805) и Рая (1807).
27 апреля 1805 года после смерти своего отца Ричард Тренч унаследовал титулы 2-го графа Кланкарти (графство Корк), 2-го виконта Данло из Данло и Баллинасло (графства Голуэй и Роскоммон) и 2-го барона Килконнела из Гарбали (графство Голуэй).
Занимал должности губернатора графства Голуэй (1805), мастера монетного двора (1812—1814), президента Торговой палаты (1812—1818) и посла Великобритании в Голландии (1813—1815, 1815—1823).
Ему приписывают разрешение различных пограничных споров в Голландии, Германии и Италии на Венском конгрессе 1814—1815 годов, а также в качестве посла в Нидерландах. За службу в качестве посла в Гааге он был удостоен наследственного титула маркиза Хойсдена в звании пэра Нидерландов 8 июля 1815 года.
16 декабря 1808 года Ричард Тренч был избран одним из 28 представительных пэров Ирландии в Палате лордов.
4 августа 1815 года для него был создан титул барона Тренча из Гарбали (графство Голуэй), а 8 декабря 1823 года ему был пожалован титул виконта Кланкарти (графство Корк) в системе Пэрства Соединённого королевства, получив наследственное место для себя и своих потомков в Палате лордов. Он был комиссаром по делам Индии и хранителем рукописей графства Голуэй.
Генеральный почтмейстер Ирландии (1807—1809) и Великобритании (1814—1816).

## Семья
6 февраля 1796 года он женился на Генриетте Маргарет Стейплс (ок. 1770 — 30 декабря 1847), дочери достопочтенного Джона Стейплса (1736—1820) и Гарриет Конолли (1744—1771). У супругов было восемь детей:
- Леди Люси Ле Пауэр Тренч (? — 1839), вышла замуж за Роберта Максвелла.
- Леди Луиза Августа Энн Ле Пауэр Тренч (23 декабря 1796 — 7 февраля 1881), вышла замуж за преподобного Уильяма Ле Поэр Тренч.
- Леди Гарриет Маргарет Ле Пауэр Тренч[англ.] (13 октября 1799—1885), вышла замуж за Томаса Кавана[англ.] «МакМерро», потомка Арта Макарта Макмерро-Кавана.
- Леди Эмили Флоринда Ле Пауэр Тренч (род. 7 ноября 1800), вышла замуж за Джованни Коссириа.
- Леди Фрэнсис Пауэр Ле Пауэр Тренч (22 января 1802 — 28 декабря 1804)
- Уильям Томас Ле Пауэр Тренч, 3-й граф Кланкарти (21 сентября 1803 — 26 апреля 1872), женился на леди Саре Джулиане Батлер, дочери Сомерсета Ричарда Батлера, 3-го графа Каррика.
- Достопочтенный Ричард Джон Ле Пауэр Тренч (род. 1805)
- Коммандер Достопочтенный Фредерик Роберт Ле Пауэр Тренч (23 июля 1808 — апрель 1867), женился на Кэтрин Марии Томпсон.